# Dominic Fike
Dominic Fike (ur. 30 grudnia 1995 w Naples na Florydzie) – amerykański piosenkarz i raper.
Artysta przyciągnął uwagę słuchaczy dzięki swojemu debiutanckiemu minialbumowi, Don't Forget About Me, Demos (2018) nagranemu podczas przebywania w areszcie domowym za napaść jednego z pracowników policji. Ówczesny projekt spowodował niespodziewaną wojnę licytacyjną, co przyczyniło się do podpisania kontraktu płytowego z wytwórnią Columbia Records wartego 4 mln dolarów. Główny singel pochodzący z tutejszego materiału, "3 Nights" osiągnął sukces komercyjny docierając do pierwszej trójki list w takich krajach jak Wielka Brytania, Szkocja, Irlandia i Australia, a w Polsce uzyskał status złotej płyty.